# Лебёф, Эдмон
Эдмон Лебёф (5 ноября 1809, Париж — 7 июня 1888, замок дю Монсель, близ Аржантана) — французский военный и государственный деятель, маршал Франции (24 марта 1870), участник Крымской войны, сенатор (с 24 марта по 4 сентября 1870), военный министр (1869-1870), один из главных виновников войны с Пруссией и её союзниками.

## Биография
Участник Восточной войны 1853-56: с 15 апреля 1854 начальник штаба артиллерии Восточной армии в Крыму, 24 ноября 1854 произведён в бригадные генералы, с 10 января 1855 начальник артиллерии II армейского корпуса во время осады Севастополя. 12 января 1856 назначен начальником артиллерии Императорской гвардии (l'Artillerie de la Garde impériale). 

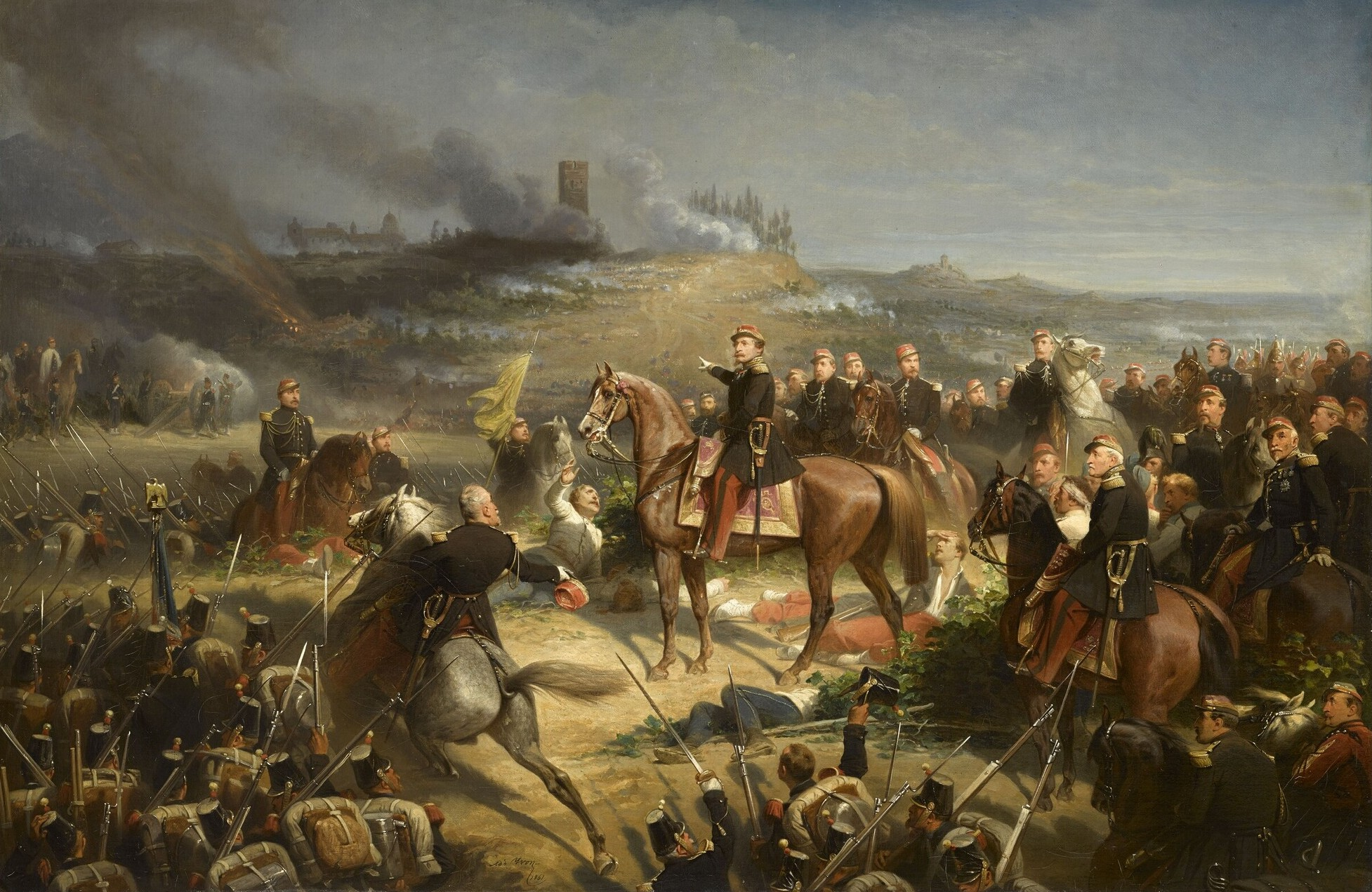
Лебёф при Сольферино

31 декабря 1855 года на корвете «Плегетон» инспектировал французский гарнизон крепости Кинбурн.
В 1856 году участвовал в чрезвычайном посольстве Морни в Петербург. С 26 июля 1856 по 9 января 1858 генерал-инспектор экипажей Императорской гвардии.  31 декабря 1857 произведён в дивизионные генералы. С 9 января 1858 по 23 апреля 1859 - член Артиллерийского комитета, одновременно, с 11 июня 1858 генерал-инспектор артиллерии 2-го округа.
С 8 июля 1858 генерал-инспектор поездов, парков и работ Императорской гвардии. Участник Австро-итало-французской войны  1859: с 23 апреля 1859 начальник артиллерии Альпийской армии, отличился в битве при Сольферино. С 29 августа 1859 по 13 апреля 1868 вновь занимал пост члена Артиллерийского комитета, одновременно, с 30 августа 1859 занял свою прежнюю должность генерал-инспектора поездов, парков и работ Императорской гвардии. 27 сентября 1859 назначен адъютантом императора Наполеона III с оставлением в должностях.
С 23 мая 1860 переведён на пост генерал-инспектора артиллерии 4-го округа, а с 22 мая 1861 - 3-го. С 28 мая 1862 - генерал-инспектор поездов, парков, работ в Алжире и генерал-инспектор артиллерии 9-го округа. 9 мая 1863 назначен генерал-инспектором артиллерии 5-го округа. С 1 января 1864 президент Артиллерийского комитета, одновременно, с 30 апреля 1864 по 13 мая 1865 генерал-инспектор Политехнической школы и по 12 мая 1866 генерал-инспектор артиллерии 1-го округа.
В 1866 по поручению Наполеона III, принял Венецию от австрийцев и передал её Виктору-Эммануилу. С 25 мая 1867 вновь генерал-инспектор артиллерии 1-го округа, а с 11 апреля 1868, одновременно и генерал-инспектор Политехнической школы.
С 13 апреля по 28 декабря 1868 главнокомандующий 2-м Шалонским лагерем. 28 декабря 1868 принял в командование VI армейский корпус. 21 августа 1869 назначен Военным министром (ministre secrétaire d'Etat de la Guerre) и сохранил свой портфель до начала франко-прусской войны 1870-71, получив в 1870 звание маршала. Должность военного министра превосходила его способности: он не докончил начатого его предшественником, Ньелем, преобразования армии и ввёл в заблуждение страну и императора, заявив в министерском совете и в палате, что армия во всех отношениях готова (archiprêt) к предстоящей войне. Что касается вероятного противника, Лебёф открыто заявлял, что прусской армии «не существует», и что он её «отрицает».
Наполеон III назначил его 20 июля 1870 начальником штаба Рейнской армии, но после поражений при Вейсенбурге, Вёрте и Шпихерене Лебёф должен был 12 августа, по требованию регентства, сложить эту должность и получил 15 августа в командование 3-й корпус Рейнской армии (главнокомандующий маршал Ашиль Базен, вместе с которой и вынужден был сдаться в плен после осады Меца 28 октября 1870 года.
В марте-августе 1871 жил в Нидерландах. В августе 1871 вернулся во Францию.